# Vákuumállapot
A kvantumtérelméletben a vákuumállapot (vagy egyszerűen vákuum) a lehető legalacsonyab energiájú kvantumállapot. Definíció szerint nem tartalmaz anyagi részecskéket. Néha használatos még a zéróponti mező kifejezés is, mint egy egyedi kvantált mező vákuumállapotának leírása.

## Nem eltűnő vákuumállapot
Ha a kvantumtérelmélet a perturbációelmélet segítségével pontosan leírható, akkor a vákuum tulajdonságai olyanok, mint a harmonikus kvantumoszcillátor alapállapotának tulajdonságai. Ebben az esetben bármely kvantumtér operátorának (téroperátor) várható vákuumértéke eltűnik. Olyan kvantumtérelméletekben, amelyeknél a perturbációelmélet alacsony energiákon már nem alkalmazható (például kvantum-színdinamika vagy a szupravezetés BCS-elmélete) a mező operátoroknak lehet nem eltűnő (nem nulla) várható vákuumértéke, amit kvantumkondenzátumnak hívunk. A standard modellben a Higgs-mező nem nulla várható vákuumértéke, ami a spontán szimmetriasértés eredménye, az a mechanizmus, amely révén az elméletben szereplő többi mező tömeget nyer.

## A vákuumállapot energiája
Sok esetben a vákuumállapotot definiálhatjuk nulla energiájúnak, bár a helyzet ténylegesen sokkal szövevényesebb. A vákuumállapothoz zéróponti energia tartozik, és ennek vannak mérhető effektusai. Laboratóriumban Casimir-effektusként észlelhető. A kozmológiában a vákuumállapot energiája mint a kozmológiai állandó jelenik meg. A még kidolgozatlan mindenség elméletével szemben támasztott egyik alapvető követelmény, hogy a vákuumállapot energiája révén magyarázza meg az empirikus kozmológiai állandót.

## A vákuumállapot szimmetriája
Relativisztikus térelméletben a vákuum Poincaré-invariáns. Ezért csak a téroperátorok skalár kombinációinak lehet nemeltűnő vákuum várható értéke. A vákuum várható érték lerombolhatja a Lagrange-függvény néhány belső szimmetriáját. Ekkor a vákuum kevesebb szimmetriával rendelkezik, mint amit az elmélet megenged, azt mondjuk, hogy spontán szimmetriasértés történt.

## Jelölése
A vákuumállapotot jelölése: {\displaystyle |0\rangle } vagy {\displaystyle |\rangle }. Egy φ mező vákuum várható értékéé {\displaystyle \langle 0|\phi |0\rangle }, de általában kompaktan csak {\displaystyle \langle \phi \rangle }.

## Virtuális részecskék
A határozatlansági elv {\displaystyle \Delta E\Delta t\geq \hbar } formája arra utal, hogy vákuumban egy vagy több részecske kelthető ΔE energiával a vákuum felett egy rövid Δt időre.  Ezek a virtuális részecskék benne foglaltatnak a vákuum definíciójában.